# Улица Самойло Кошки (Киев)
Улица Самойло Кошки (до 2022 года — улица Маршала Конева) (укр. Вулиця Самійла Кішки) — улица в Голосеевском районе города Киева, исторически сложившаяся местность жилой массив Теремки (Теремки-II). Пролегает от улицы Василия Касияна до улицы Степана Рудницкого (Академика Вильямса).
Примыкают улицы Юлии Здановской (Ломоносова), Профессора Балинского (Академика Костычева).

## История
Новая улица №6 спроектирована в 1970-е годы. Улица застраивалась в начале 21 века.
21 марта 1977 года Новая улица № 6 (от проспекта 40-летия Октября до улицы Крейсера Авроры) была переименована на улица Маршала Конева — в честь Маршала Советского Союза, дважды Героя Советского Союза Ивана Степановича Конева, согласно Решению исполнительного комитета Киевского городского Совета депутатов трудящихся № 410 «Про упорядочивание наименований и переименований улиц и площадей г. Киева» («Про впорядкування найменувань та перейменувань вулиць і площ м. Києва»). 
С начала строительства жилого массива Теремки и до мая 2017 года начало улицы использовалось как автостоянка, после было открыто для движения.
В процессе дерусификации городских объектов, 27 октября 2022 года улица получила современное название — в честь гетмана реестровых казаков Самойло Кошки.

## Застройка
Улица пролегает в северо-западном направлении параллельно улице Улица Героев Мариуполя (Маршала Якубовского). Парная сторона начала улицы (до примыкания улицы Ломоносова) занята гаражами, непарная сторона — многоэтажной жилой застройкой. Далее улица занята многоэтажной жилой застройкой. 
Учреждения:
1. дом № 1В — Храм Святых мучеников Бориса и Глеба
2. дом № 3А — Спасо-Преображенский собор
3. дом № 5/60 — отделение связи Укрпочта 03189